# Галещинский машиностроительный завод
Галещинский машиностроительный завод (укр. Галещинський машинобудівний завод) — промышленное предприятие сельскохозяйственного машиностроения, расположенное в посёлке городского типа Новая Галещина Полтавской области Украины.

## История
Предприятие было основано и введено в эксплуатацию в 1940 году, изначально специализировалось на ремонте дизельных двигателей.
В конце 1950х годов предприятие было переориентировано на выпуск оборудования для строительных организаций, в 1960е годы являлось ремонтным заводом, а с начала 1970х годов начало производить оборудование и оснастку для животноводческих хозяйств.
После создания осенью 1973 года  министерства машиностроения для животноводства и кормопроизводства СССР 4 декабря 1973 года завод был передан в ведение министерства.
В 1985 году завод освоил производство цепей ТСН-00.531 из сортовой конструкционной стали.
В августе 1989 года заводу было поручено освоить производство кормораздатчиков для тракторов ХТЗ Т-08.
В советское время численность работников предприятия составляла менее 800 человек.
В мае 1995 года Кабинет министров Украины включил завод в перечень предприятий, подлежащих приватизации в течение 1995 года, в дальнейшем государственное предприятие было преобразовано в открытое акционерное общество. В августе 1997 года завод был включён в перечень предприятий, имеющих стратегическое значение для экономики и безопасности Украины.
В конце 1990х годов основной специализацией предприятия стало производство почвообрабатывающих машин и орудий (борон, культиваторов), а также запасных частей для них.
Начавшийся в 2008 году экономический кризис осложнил положение завода (были нарушены деловые связи с заказчиками и поставщиками), в 2010 году положение стабилизировалось (хотя 2010 год завод завершил с убытком в размере 2,3 млн. гривен). К началу 2011 года объёмы производства достигли 70% от докризисного уровня, но численность работников уменьшилась до 400 человек.
По состоянию на начало декабря 2012 года, предприятие выпускало десять моделей почвообрабатывающих машин под разные классы тракторов, а также ремкомплекты для трёх моделей транспортёров отведения органических отходов (ТСГ-2Б, ТСГ-3Б и ТСГ-160).
В январе 2013 года министерство аграрной политики и продовольствия Украины внесло завод в число предприятий-поставщиков сельхозмашин, поставки которых для агропромышленного комплекса Украины финансируются из средств государственного бюджета Украины. Тем не менее, к осени 2013 года положение завода оставалось не вполне благополучным.

## Современное состояние
Предприятие выпускает сельскохозяйственные машины под торговой маркой "Галещина Машзавод", при этом некоторые образцы выпускаемой предприятием сельхозтехники названы по имени героев произведений Н. В. Гоголя.